# Oliver!
Oliver! es un musical de Lionel Bart, basado en la novela de Charles Dickens Oliver Twist. Se estrenó en el Albery Theatre del West End de Londres en 1960. En 1963 el musical fue puesto en escena en Broadway y esta producción ganó varios premios Tony, incluyendo el premio a la Mejor banda sonora original.
Fue objeto de una adaptación cinematográfica homónima, lanzada en 1968.

## Trasfondo
Oliver! fue la primera adaptación musical de una obra de Charles Dickens que funcionó con éxito en el escenario. En la década de los 50 ya había habido dos adaptaciones musicales de su obra, ambas adaptaciones musicales de A Christmas Carol, pero la dramática historia de Oliver Twist fue la primera representada con éxito en el teatro. Otro motivo del éxito fue la innovadora escenografía creada por Sean Kenny.
Numerosos niños actores que posteriormente tuvieron carreras artísticas de éxito integraron el reparto de Oliver!, como es el caso de Davy Jones (The Monkees), Phil Collins (Genesis), Alan Paul (The Manhattan Transfer) y Tony Robinson, que interpretaría el papel de Baldrick a la serie televisiva La víbora negra. El cantante Steve Marriott ( Small Faces , Humble Pie ) también trabajó a Oliver! interpretando en el papel de Artful Dodger en la producción del West End.
La trama de la novela original de Dickens quedó considerablemente simplificada por el musical, con Fagin siendo representado más como un personaje cómico que como un villano, y grandes partes del final de la historia siendo completamente abandonadas (puede ser porque Bart basó su musical en la película de David Lean más que en el libro de Dickens). Aunque la novela se ha considerado como antisemita por su retrato del judío Fagin, en la producción de Bart (él mismo era judío) el personaje era más simpático y ha sido interpretado por varios actores judíos, como Ron Moody ( Ronald Moodnik), Georgia Brown y Martin Horsey.

## Sinopsis

### Primer Acto
El musical comienza en el orfanato, donde los niños huérfanos medio muertos de hambre entran en un comedor enorme para cenar (cantan "Food Glorious Food"). Allí, sólo reciben unas pocas gachas. Oliver, de 9 años reúne el coraje para pedir más. Es regañado inmediatamente, y Mr Bumble y la Viuda Corney, los administradores sin corazón del orfanato, lo encierran solo (canta "Oliver!"). Mr.Bumble y la Viuda Corney quedan solos, y Mr. Bumble empieza a hacer avances amorosos. Mrs. Corney advierte que gritará (cantan "I Shall Scream!"), pero finalmente lo besa. Oliver vuelve y es vendido como aprendiz de enterrador a Mr. Sowerberry (canta "Boy for Sale"). Él y su esposa lo inician en el oficio (cantan "That 's Your Funeral"), y la envían a dormir con los ataúdes, lo que no es cómodo para el niño (canta "Where is Love?").
Al día siguiente, Noah Claypole, que supervisa el trabajo de Oliver, habla mal de la madre muerta de Oliver y este lo golpea. Mrs Sowerberry y su hija, Charlotte, entran corriendo, volviéndose histéricos. Van a buscar a Mr. Bumble e intentan meter a Oliver en un ataúd, pero durante el alboroto, Oliver escapa. Después de una semana de viaje, se encuentra con Artful Dodger, un chico que lleva un abrigo que le viene grande y un sombrero alto, que invita Oliver a acompañarlo (canta "Consider Yourself"). Dodger es un ratero, lo que Oliver desconoce, y por tanto, este lo sigue inocente a vivir a la cueva de Fagin, un criminal que se dedica al negocio de enseñar a los chicos a robar bolsillos. Oliver, sin embargo, es desconocedor del crimen, y cree que los chico hacen pañuelos en lugar de robarlos. Oliver es presentado a Fagin y los otros chicos, y Fagin lo empieza a instruir (canta "You've got to Pick Pocket oro Two")
Al día siguiente, Oliver conoce a Nancy , que vive con el malvado y terrorífico Bill Sikes, que abusa de ella. Nancy y Oliver se caen bien desde el inicio, y Nancy le muestra un afecto maternal. Bet, la hermana pequeña de Nancy (su mejor amiga en la novela) está con él. Nancy, junto con Bet y los chicos cantan sobre que no deben preocuparse por el peligro ("It 's Fine Life"), y Dodger, bromeando, empieza a hacer como si fuera alguien de clase alta, junto con Fagin, Oliver, Nancy, Bet y los chicos, riéndose de la alta sociedad ("I'D Do Anything"). Nancy y Bet se marchan y Oliver debe marchar con los chicos para su primer empleo ("Be Back Soon"), aunque él todavía cree que van a aprender a hacer pañuelos. Dodger, junto con otro ladrón llamado Charley Bates y Oliver, deciden trabajar juntos, y cuando Dodger y Charley roban a Mr. Brownlow, un viejo rico, huyen y dejan solo a Oliver para que sea detenido por el crimen.

### Segundo Acto
En el Three Crippler pub, Nancy canta una vieja canción de taberna ("Oom Pah Pah"), tras la que aparece por primera vez Bill Sikes dispersando la gente ("My Name"). Se descubre, además, que Nancy está enamorada de él. Dodger aparece y le dice a Fagin que Oliver ha sido capturado y que se está en casa de Mr. Brownlow. Fagin y Bill deciden raptar a Oliver para proteger su escondite. Nancy, que se lamenta por el destino de Oliver, rechaza ayudarles, pero Bill le pega y le obliga a obedecerle. A pesar de este maltrato, Nancy aún ama a Bill y cree que él también la ama (canta "As Long As He Needs Me").
Al día siguiente, en la casa de Mr. Brownlow, en Bloomsbury, Ms. Bedwin, la patrona, canta a Oliver mientras que este se despierta ("Where Is Love? (Reprise)") . Mr. Brownlow y Dr. Grimwig discuten sobre la condición de Oliver, concluyen que está lo suficientemente bien como para salir a la calle y Mr. Brownlow la envía a buscar unos libros en la librería. Desde su ventana, Oliver ve unos vendedores en la calle y se une a su canción cuando sale ("Who Will Buy?"). Cuando los vendedores se marchan, Nancy y Bill se descubren y cogen a Oliver, volviéndolo a la guarida de Fagin, donde Nancy lo salva de ser apaleado por Bill después de que el chico intentara huir. Nancy se queja de su triste vida, pero Bill le replica que es mejor esta vida que no vivir, mientras que Fagin intenta actuar como intermediario (cantan "It 's A Fine Life (Reprise)"). Cuando Sikes y Nancy se marchan, Fagin pondera su futuro, pero cada vez que piensa en un buen motivo para cambiar, lo reconsidera y decide seguir como un criminal (canta "Reviewing the Situation").
En el orfanato, Mr. Bumble y la Viuda Corney, ahora casados e infelices, se encuentran con la pobre moribunda Old Sally y otra vieja dama, que les dice que la madre de Oliver, Agnes, dejó un medallón de oro (indicando que venía de buena familia ) cuando murió en el parto. La Vieja Sally entrega el medallón a la Viuda Corney, que junto con Mr. Bumble, se da cuenta de que Oliver puede tener parientes ricos, visitando a Mr. Brownlow para obtener una recompensa para darle información sobre Oliver (cantan "Oliver! (Reprise)"). Mr. Brownlow mira el retrato dentro del medallón, que es su hija, y se da cuenta de que Oliver, que no sabe nada de su familia, es su nieto (la madre de Oliver había desaparecido después de quedar embarazada de su amante).
Nancy, asustada por Oliver y sintiéndose culpable, visita a Brownlow y le promete que le llevará al Oliver a medianoche el Puente de Londres, siempre que Brownlow no haga preguntas ni lleve la policía. Ella vuelve a valorar su vida con Bill (canta "As Long As He Needs Me (reprise)"). Bill sospecha que ella lleva algo en mente y la sigue. En el Puente de Londres, se pelean y golpean brutalmente y hasta la muerte a Nancy. Entonces coge a Oliver y lo lleva hacia el escondite de Fagin por dinero. Mr. Brownlow llega y descubre el cuerpo de Nancy. Pronto se reúne una multitud de gente. Bullseye, el perro de Bill, vuelve a la escena del crimen y la gente lo sigue en busca de Bill. Mientras tanto, Fagin y los chicos huyen ante el temor de ser detenidos. Bill aparece sobre el puente, con Oliver como rehén y amenazando con matarlo si la intentan capturar. Sin ser vistos, dos policías se acercan; uno de los cuales dispara a Bill y el otro consigue coger a Oliver, que es vuelto a Mr. Brownlow. Cuando todo el mundo se ha ido, Fagin aparece y decide que, después de años robando quiere cambiar de vida, ("Reviewing the Situation (reprise)").